# Lec Kurti
Lec Kurti (Shkodra, 1884. május 9. – Róma, 1948. december) albán diplomata, zeneszerző.

## Életútja
Az olaszországi Pesaróban folytatott zenei tanulmányokat, majd a Velencei Szépművészeti Akadémián zeneszerzést tanult. 1908 és 1916 között elsősorban komponálással foglalkozott, számos klasszikus zeneművet szerzett, a legkorábbi albán zeneszerzők közé tartozott. 1918-ban az albán diplomáciai szolgálat kötelékébe lépett, 1920 és 1924 között állomáshelye Bari és Róma volt. 1926-tól 1929-ig az athéni albán nagykövetség ideiglenes ügyvivője volt, majd 1930-tól 1935-ig a Népszövetség genfi közgyűlése előtt képviselte hazáját. 1935 novemberében I. Zogu albán király Albánia londoni nagykövetévé nevezte ki, Kurti hazája olasz megszállásáig, 1939 áprilisáig látta el nagyköveti feladatait.
1939 májusában az Amerikai Egyesült Államokba utazott, és ideiglenesen átvette a Vatra Amerikai Összalbán Szövetség vezetését. Súlyosbodó egészségi problémája dacára – kezdte elveszíteni a látását – 1942-ben hazatért Albániába, és az eleinte az olasz megszállók ellen harcoló Nemzeti Front egyik alapító tagja, shkodrai vezetője lett. Miután 1943 októberében – immár német megszállás alatt – visszaállították a külügyminisztériumot, Kurti rövid időre ismét diplomáciai szolgálatba lépett. 1944 novemberében, a kommunista hatalomátvétel elől elmenekült, Midhat Frashërivel és más Nemzeti Front-vezetőkkel egy kis halászhajón Bariba szöktek át. Olaszországban telepedett le, római emigrációjában halt meg.